# تيد كلايتون
تيد كلايتون (بالإنجليزية: Ted Clayton) هو دراج جنوب أفريقي، ولد في 6 يناير 1911 في بادنغتون في المملكة المتحدة، وتوفي في 20 ديسمبر 1994 في Bellville, South Africa ‏ في جنوب أفريقيا.

## وصلات خارجية
- تيد كلايتون على موقع إحصائيات الدراجات الإحترافية (الإنجليزية)
- تيد كلايتون على موقع أوليمبيديا (الإنجليزية)